# Texanna
Texanna é uma Região censo-designada localizada no estado norte-americano de Oklahoma, no Condado de McIntosh.

## Demografia
Segundo o censo norte-americano de 2000, a sua população era de 2083 habitantes.

## Geografia
De acordo com o United States Census Bureau tem uma área de
103,7 km², dos quais 103,4 km² cobertos por terra e 0,3 km² cobertos por água. Texanna localiza-se a aproximadamente 183 m acima do nível do mar.

## Localidades na vizinhança
O diagrama seguinte representa as localidades num raio de 16 km ao redor de Texanna.